# Mario Bronfman
Mario Bronfman  (1945, Buenos Aires, Argentina) es Doctor en Salud Pública y Licenciado en Sociología. Desde el año 2004 se desempeña como representante de la Fundación Ford para México y Centroamérica.

## Biografía
Proveniente de una familia de intelectuales, nació en Buenos Aires en 1945, debiendo emigrar debido a las adversas circunstancias que atravesó la Argentina durante la dictadura militar autodenominada Proceso de Reorganización Nacional. En 2004 es nombrado Representante de la Fundación Ford para México y Centroamérica.
Anteriormente se ha desempeñado como: Presidente del Comité de Investigación Social y del Comportamiento del Programa Global de SIDA de la Organización Mundial de la Salud. Licenciado en Sociología en la Universidad de Buenos Aires (UBA), Argentina. Doctor en Salud Pública en la Fundación Oswaldo Cruz, (Río de Janeiro, Brasil). Coordinador de Asesores del Viceministro de Salud. Director de Investigación del CONASIDA (Consejo Nacional para la Prevención y Control del SIDA). Director Ejecutivo del Centro de Investigaciones en Sistemas de Salud del Instituto Nacional de Salud Pública e Investigador Senior del Instituto. Profesor Investigador en el Colegio de México.

## Obra publicada
- La Mortalidad en México,[2] Mario Bronfman, México, Estudios Demográficos y Desarrollo Urbano, 1988.
- SIDA, Ciencia y Sociedad en México
- SIDA en México:migración, adolescencia y género
- Salud, Cambio Social y Política: perspectivas desde América Latina
- De la Investigación en Salud a la Política: la difícil traducción
- Como se vive se muere: familia, redes sociales y mortalidad infantil[3]
- Migración y SIDA en México y Centroamérica.